# NGC 1634
NGC 1634 is een elliptisch sterrenstelsel in het sterrenbeeld Stier. Het hemelobject werd op 10 december 1798 ontdekt door de Duits-Britse astronoom William Herschel.

## Synoniemen
- PGC 15775
- MCG 1-12-15
- ZWG 419.22
- ARAK 109
- KCPG 101B